# Rifugio Chiggiato
Das Rifugio Chiggiato, vollständiger Name Rifugio Alpino Dino e Giovanni Chiggiato, (deutsch Chiggiato-Hütte) ist eine Schutzhütte der Sektion Venedig des italienischen Alpenvereins CAI in der Marmarolegruppe in der Provinz Belluno. Die in der Regel von Mitte Juni bis Ende September durchgehend sowie, bei geeigneten Wetterbedingungen, an den Wochenenden des übrigen Jahres geöffnete Hütte verfügt über 20 Schlafplätze. Im benachbarten Bivacco Contin stehen als Winterraum 8 Schlafplätze zur Verfügung.

## Lage
Die Hütte liegt im Gemeindegebiet von Calalzo di Cadore in den Cadorischen Dolomiten am südlichen Rand der Marmarolegruppe etwas unterhalb des Gipfels des Col Negro im Val d’Óten auf 1911 m s.l.m. An der Schutzhütte führt der Dolomiten-Höhenweg Nr. 5 vorbei. Die Hütte kann als Stützpunkt für eine Besteigung des Cimon del Froppa (2932 m) dienen.

## Geschichte
Die von der CAI Sektion Venedig errichtete Schutzhütte wurde im Juni 1926 eröffnet. Benannt wurde sie nach dem 1923 an den Folgen eines Autounfalls verunglückten Sektionspräsidenten und Abgeordneten
der Camera dei deputati Giovanni Chiggiato, dessen Familie den Bau finanziell unterstützte. Später wurde sie auch nach dem Alpinisten und Sohn von Giovanni Chiggiato, Dino Chiggiato benannt. 1986 wurde nur wenige Meter vom Rifugio das in den Fels gehauene Biwak Contin errichtet. 2000 wurde das Rifugio Chiggiato modernisiert.

## Zugänge
- Vom Val Vedessana-La Stua, 1125 m ⊙ auf Weg 261 in 2 Stunden 15 Minuten
- Vom Val d’Óten-Ponte Diassa, 1133 m ⊙ auf Weg 260 in 2 Stunden 15 Minuten
- Von Auronzo di Cadore-Val Da Rin, 1140 m ⊙ auf Weg 270, 262, 260 in 5–6 Stunden

## Übergänge und Nachbarhütten
- Zum Rifugio Baion, 1826 m ⊙ auf Weg 260, 262 in 2 Stunden 15 Minuten
- Zum Rifugio Galassi, 2016 m ⊙ auf Weg 260, 255 in 5 bis 6 Stunden
- Zum Rifugio Antelao, 1796 m ⊙ auf Weg 260, 258, 250 in 5 bis 6 Stunden
- Zum Rifugio Bivacco Tiziano, 2246 m ⊙ auf Weg 260, 258, 250 in 4 ½ bis 5 Stunden